# Ophiactis nidarosiensis
Ophiactis nidarosiensis är en ormstjärneart som beskrevs av Ole Theodor Jensen Mortensen 1920. Ophiactis nidarosiensis ingår i släktet Ophiactis och familjen bandormstjärnor. Inga underarter finns listade i Catalogue of Life.